# Matilda (Lied)
Matilda (auch Mathilda) ist ein traditioneller Calypso mit einem Text von Norman Span, der unter seinem Pseudonym King Radio bekannt war.

## Hintergrund
Teilweise wird die Urheberschaft Harry Thomas zugeschrieben, einem Pseudonym für Harry Belafonte und den Gitarristen Millard Thomas. Das Lied wurde zuerst von Norman Span 1938 aufgenommen. In der 1953 von Harry Belafonte aufgenommenen Version wurde das Lied ein internationaler Hit und einer der Grundsteine von Belafontes Karriere.
Coverversionen der englischen Fassung stammen von Jimmy Soul, Eddy Wally und Allan Sherman, jeweils mit leichten Veränderungen des Textes und des Titels, teils als Parodie. Eine in Deutschland erfolgreiche Version stammt von Udo Jürgens.
Das Lied handelt davon, dass Matilda ihrem Liebhaber das Geld, welches er unter dem Kopfkissen versteckt hat und mit dem er ein Haus und Land kaufen wollte, stiehlt und damit nach Venezuela verschwindet.